# Kensington (ep)
Kensington is de tweede ep van de Nederlandse rockband Kensington. Het was de eerste ep waarop gitarist Eloi Youssef ook leadzang verzorgde, en de laatste ep waarop de oorspronkelijke drummer Lucas Lenselink te horen is.
De ep werd uitgebracht in 2007 op het label Stuck in a Day Records. Hij is opgenomen in de Second Moon studio van Hessel van der Kooij op Terschelling. Martijn Groeneveld heeft de ep gemixt en gemasterd in Mailmen Studio’s in Utrecht. De ep is tegenwoordig niet meer verkrijgbaar. Ook de website van Kensington geeft er geen informatie over. 

## Tracklist
| 1.                 | Man, Mission, Mayhem                   | 3:11 |
| 2.                 | The Lost Art (of Joining Counterparts) | 3:19 |
| 3.                 | One Way Traffic                        | 3:32 |
| 4.                 | Fire at Will                           | 4:11 |
| 5.                 | Envelope                               | 5:32 |
| Totale duur: 19:45 |                                        |      |

## Band
- Casper Starreveld - Zang, gitaar (leadzang op "Man, Mission, Mayhem", "One Way Traffic", "Fire at Will")
- Eloi Youssef - Zang, gitaar (leadzang op "The Lost Art (of Joining Counterparts)", "One Way Traffic", "Envelope")
- Jan Haker - Basgitaar
- Lucas Lenselink - Drums

Eloi Youssef · Casper Starreveld · Niles Vandenberg · Jan Haker